# Minardi M185
Minardi M185 — первый гоночный автомобиль Формулы-1, разработанный командой Minardi и построенный для участия в чемпионате 1985 года.

## История
Первый старт первого автомобиля команды состоялся на Гран При Бразилии - первой гонке чемпионата мира 1985 года. За рулём сидел молодой итальянец - Пьерлуиджи Мартини, Чемпион европейской Формулы-3, в будущем наиболее результативный пилот и любимец Джанкарло Минарди. В первой гонке болид Minardi M185 со стареньким движком Ford Cosworth DFV V8 до финиша не добрался. Свою родословную этот двигатель вёл аж с конца шестидесятых годов. Мало того, Пьерлуиджи Мартини стартовал с 25-й позиции, проиграв поулу Микеле Альборето 16,278 с. Даже замена на турбодвигатель Motori Moderni V6  спустя две гонки, на Гран При Сан-Марино не принесла ощутимых результатов. Лучшим финишем сезона стало восьмое место, а заветный клетчатый флаг Мартини увидел всего лишь 3 раза. Первый раз на Гран При Германии, где он финишировал одиннадцатым, затем в Бельгии - двенадцатое место и, наконец восьмое и последнее с отставанием в 4 круга от лидера на Гран При Австралии, заключительной гонке чемпионата. Дважды Пьерлуиджи показывал 19-е место в квалификации (на Имоле и Кьялами в ЮАР), но на большее претендовать не мог. Четырнадцать раз Мартини квалифицировался в третьем десятке.

В 1986 году появилась модернизированная версия - M185B, сконструированный Джакомо Калири. Теперь за команду выступали двое пилотов, итальянцы Андреа де Чезарис и Алессандро Наннини
Слабенький мотор Motori Moderni не позволял гонщикам прыгнуть выше головы. Крайне ненадёжная связка шасси-двигатель позволила финишировать в гонках всего лишь два раза. В Монако оба пилота не прошли предквалификацию, что не позволило им стартовать в этом престижнейшем Гран При. В итоге наилучшим результатом сезона стало восьмое место, завоёванное де Чезарисом в Мехико, с отставанием в два круга от лидера, а лучшей квалификацией в сезоне стало 11 место де Чезариса под занавес чемпионата в Австралии.
Построенный по ходу сезона новый болид M186 продемонстрировал себя таким же неконкурентоспособным как и его предшественник, стартовав всего в 6 гонках.

## Результаты в гонках
| Год  | Шасси | Двигатель                             | Шины | Пилоты     | 1    | 2    | 3    | 4   | 5    | 6    | 7    | 8    | 9    | 10   | 11   | 12   | 13   | 14   | 15   | 16   | Место | Очки |
| ---- | ----- | ------------------------------------- | ---- | ---------- | ---- | ---- | ---- | --- | ---- | ---- | ---- | ---- | ---- | ---- | ---- | ---- | ---- | ---- | ---- | ---- | ----- | ---- |
| 1985 | M185  | Ford Cosworth DFV Motori Moderni, V6T | P    |            | БРА  | ПОР  | САН  | МОН | КАН  | ДЕТ  | ФРА  | ВЕЛ  | ГЕР  | АВТ  | НИД  | ИТА  | БЕЛ  | ЕВР  | ЮАР  | АВС  | НКЛ   | 0    |
| 1985 | M185  | Ford Cosworth DFV Motori Moderni, V6T | P    | Мартини    | Сход | Сход | Сход | НКВ | Сход | Сход | Сход | Сход | 11   | Сход | Сход | Сход | 12   | Сход | Сход | 8    | НКЛ   | 0    |
| 1986 | M185B | Motori Moderni Tipo 615-90 1,5, V6T   | P    |            | БРА  | ИСП  | САН  | МОН | БЕЛ  | КАН  | ДЕТ  | ФРА  | ВЕЛ  | ГЕР  | АВТ  | ИТА  | ПОР  | ЕВР  | МЕК  | АВС  | НКЛ   | 0    |
| 1986 | M185B | Motori Moderni Tipo 615-90 1,5, V6T   | P    | де Чезарис | Сход | Сход | Сход | НКВ | Сход | Сход | Сход | Сход | Сход |      |      |      |      |      |      |      | НКЛ   | 0    |
| 1986 | M185B | Motori Moderni Tipo 615-90 1,5, V6T   | P    | Наннини    | Сход | НС   | Сход | НКВ | Сход | Сход | Сход | Сход | Сход | Сход | Сход | Сход | Сход | Сход | 14   | Сход | НКЛ   | 0    |

| Легенда к таблице |                                                                    |
| --- | ------------------------------------------------------------------ |
| В таблице перечислены результаты всех Гран-при Формулы-1, в которых использовался автомобиль. Строками таблицы являются сезоны, столбцами — этапы чемпионата мира. В каждой клетке указаны сокращённое название этапа и результат, дополнительно обозначенный цветом. Расшифровка обозначений и цветов представлена в нижеследующей таблице. |                                                                    |
| \| Пример \| Описание \| \| ------------ \| ------------------------------------------------------------------ \| \| 1 \| Победитель \| \| 2 \| Второе место \| \| 3 \| Третье место \| \| 5 \| Финишировал, заработав очки \| \| Сход \| Не финишировал, но при этом заработал очки \| \| 12 \| Финишировал, не получив очков \| \| НКЛ \| Финишировал, но не попал в финальную классификацию \| \| 15 \| Участвовал вне зачёта, либо по отдельной классификации \| \| 18 \| Не финишировал, но попал в финальную классификацию \| \| Сход \| Не финишировал \| \| НКВ \| Не прошёл квалификацию \| \| НПКВ \| Не прошёл предквалификацию \| \| ДСК \| Дисквалифицирован \| \| ИСК \| Исключён из протокола соревнований \| \| ТТ \| Заявлен для участия только в тренировках \| \| НС \| Участвовал в квалификации, но не стартовал в гонке \| \| Т \| Травмирован или болен \| \| ОТК \| Отказ от участия \| \| НТР \| Прибыл на соревнования, но на трассу не выезжал \| \| НПР \| Был заявлен в числе участников, но не прибыл к началу соревнований \| \| О \| Соревнования отменены \| \| \| Не участвовал \| \| Поул-позиция \| \| \| Быстрый круг \| \| |                                                                    |
| Пример | Описание                                                           |
| 1 | Победитель                                                         |
| 2 | Второе место                                                       |
| 3 | Третье место                                                       |
| 5 | Финишировал, заработав очки                                        |
| Сход | Не финишировал, но при этом заработал очки                         |
| 12 | Финишировал, не получив очков                                      |
| НКЛ | Финишировал, но не попал в финальную классификацию                 |
| 15 | Участвовал вне зачёта, либо по отдельной классификации             |
| 18 | Не финишировал, но попал в финальную классификацию                 |
| Сход | Не финишировал                                                     |
| НКВ | Не прошёл квалификацию                                             |
| НПКВ | Не прошёл предквалификацию                                         |
| ДСК | Дисквалифицирован                                                  |
| ИСК | Исключён из протокола соревнований                                 |
| ТТ | Заявлен для участия только в тренировках                           |
| НС | Участвовал в квалификации, но не стартовал в гонке                 |
| Т | Травмирован или болен                                              |
| ОТК | Отказ от участия                                                   |
| НТР | Прибыл на соревнования, но на трассу не выезжал                    |
| НПР | Был заявлен в числе участников, но не прибыл к началу соревнований |
| О | Соревнования отменены                                              |
| | Не участвовал                                                      |
| Поул-позиция |                                                                    |
| Быстрый круг |                                                                    |